# George Wyndham (1863-1913)
George Wyndham (29 août 1863 - 8 juin 1913) est un homme politique conservateur britannique, homme d'État, homme de lettres et l'un des The Souls.

## Jeunesse et éducation
Il est le fils aîné de l'honorable Percy Wyndham (1835-1911)  troisième fils de George Wyndham (1er baron Leconfield) et de Madeleine Campbell, sixième fille du major-général Sir Guy Campbell (1er baronnet) (en)  et Pamela, par laquelle il est l'arrière-petit-fils du chef républicain irlandais, Lord Edward FitzGerald, à qui Wyndham ressemblait beaucoup physiquement. Il est le frère de Guy Wyndham et Mary Constance Wyndham. Il fait ses études au Collège d'Eton et au College militaire de Sandhurst. Il rejoint les Coldstream Guards en mars 1883, servant pendant la campagne Suakin de 1885 .

## Carrière politique
Wyndham commence sa carrière politique en 1887, quand il devient secrétaire privé d'Arthur Balfour. En 1889, il est élu sans opposition à la Chambre des communes en tant que député de Douvres  et occupe le siège jusqu'à sa mort.
En 1898, il lance une revue impérialiste, The Outlook, soutenue financièrement par Cecil Rhodes. La même année, il est nommé Sous-secrétaire d'État à la guerre sous Lord Salisbury, jusqu'en 1900. Il est étroitement impliqué dans les affaires irlandaises à deux reprises. Après avoir été secrétaire privé d'Arthur Balfour au cours des années 1890 lorsque Balfour est Secrétaire en chef pour l'Irlande, Wyndham est nommé lui-même secrétaire en chef par Salisbury en 1900. Il garde son poste après la nomination de Balfour comme Premier ministre en juillet 1902, mais est pris dans le Cabinet, et devient membre du Conseil privé le 11 août 1902.
Wyndham fait avancer la Conférence foncière de 1902 et réussi également à faire entrer en vigueur l'important Irish Land Act de 1903 . Ce changement de loi a inauguré le changement le plus radical de l'histoire de la propriété foncière irlandaise. Avant elle, les terres irlandaises appartenaient en grande partie à des propriétaires; quelques années après l'adoption des lois, la plupart des terres appartenaient à leurs anciens locataires, qui avaient été soutenus dans leurs achats par des subventions publiques.
Il présente un plan de Dévolution du pouvoir pour traiter la question de l'autonomie coordonné avec l'Irish Reform Association conçu par son sous-secrétaire Sir Antony MacDonnell et avec l'approbation du Lord Lieutenant le Comte de Dudley .
Il démissionne avec le reste du gouvernement unioniste en mai 1905 .
Il est élu en octobre 1902 par les étudiants de l'Université de Glasgow pour être Lord Rector de l'université pour trois ans.
Il est le chef des opposants «purs et durs» au projet de loi de la Chambre des communes sur le Parlement, devenu la loi de 1911 sur le Parlement.

## Famille
Wyndham épouse en 1887 Sibell Mary, comtesse Grosvenor, fille de Richard Lumley, 9e comte de Scarbrough  et veuve (depuis 1884) de Victor Grosvenor, comte Grosvenor, fils de Hugh Grosvenor 1er duc de Westminster. Elle est plus âgée de huit ans, et son fils 2e duc de Westminster devient duc en 1899. Vers la fin de sa vie, le couple s'installe à Clouds House dans le Wiltshire, conçu pour son père Percy Wyndham par l'architecte du mouvement Arts and Crafts, Philip Webb (1886). En 1911, il succède à son père et gère sa propriété foncière.
Wyndham est décédé subitement en juin 1913 à Paris, en France, à l'âge de 49 ans d'une Embolie .
Lady Grosvenor est décédée en février 1929, à l'âge de 73 ans.
Il y a eu des spéculations au fil des ans sur le fait que Wyndham serait le père naturel d'Anthony Eden, qui est premier ministre de 1955 à 1957. La mère d'Eden, Sybil, Lady Eden, était évidemment proche de Wyndham, à qui Eden ressemblait de façon frappante .

## Travaux
- Rédacteur en chef de North Plutarch (1894)
- The Poems of Shakespeare (1898) éditeur
- La ballade de M. Rook (1901) écrivain
- Ronsard & La Pleiade, avec des sélections de leur poésie et quelques traductions dans les mètres originaux (1906)
- Sir Walter Scott (1908)
- Discours sur Les sources de la romance dans la littérature européenne (1910), Université d'Édimbourg, octobre 1910
- Essays in Romantic Literature (1919) édité par Charles Whibley